# モーガン・4/4

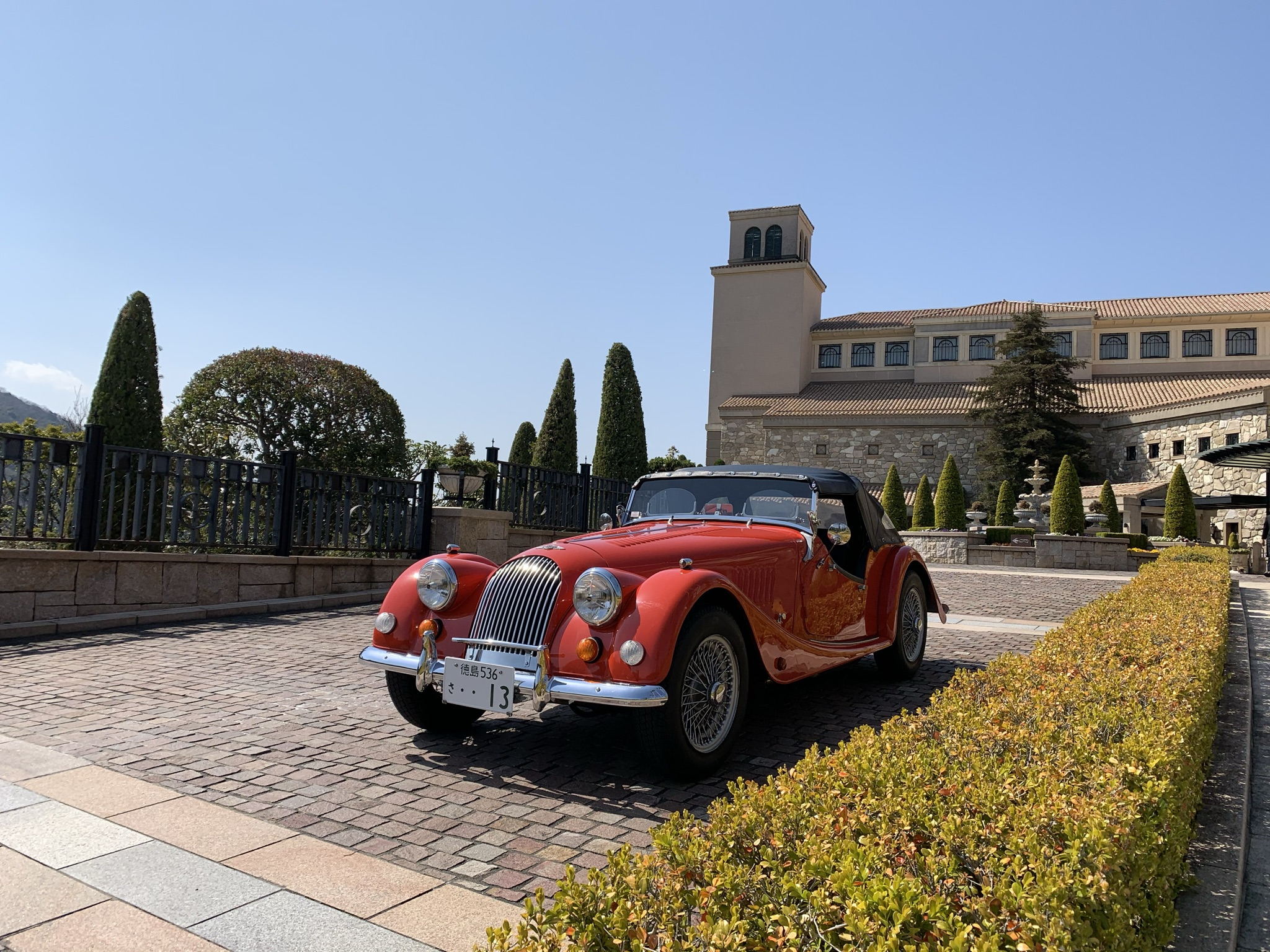
1976年式　モーガン4/4

4/4（フォー・フォー ）は、イギリスのモーガンが1936年から2019年まで販売したスポーツカーである。

## 概要
モーガン4/4は、モーガンモーターカンパニーの最初の4輪車。モデル名4/4は、4輪と4気筒を表している。

第二次世界大戦中（および1951年3月から1955年9月までの期間）の休憩を除いて、4/4はデビューから基本設計を変えずに生産されてきたが、2018年モデルを最後に製造が終了した。

## シリーズI（1935年 - 1950年）
1935年プロトタイプが完成し、翌1936年より販売を開始。
シリーズIには3つのボディオプションがあった。
エンジンは当初コヴェントリー・クライマックス（1122cc）を使用。1939年よりスタンダード・スペシャル（1267cc）に変更された。
- シャーシ番号：1 ～ 2081

### オープン2シーター
オープン2シーターモデルは、戦前に667台、戦後に253台が生産された。
最初の25台は後ろにヒンジのある前開きのドアだったが、前ヒンジのドアに変更された。
リヤにはほぼ直立に2本のスペアタイヤが搭載された。

### オープン4シーター
1937年8月、オープン4シーターモデルが発売され、戦前に99台、戦後に140台が生産された。
リヤのスペアタイヤは一本で、この後もほぼ同じ形態で搭載された。

### ドロップヘッドクーペ
ドロップヘッドクーペは1938年に発表され、戦前に58台、戦後に106台が生産された。
発売当初のドロップヘッドクーペは、スペアタイヤが1本であったが、1939年6月よりスペアタイヤが2本になった。

## シリーズII（1955年 - 1960年）
プラス４が1950年に発売されると同時に、4/4はこのシリーズIIまで製造は中止された。

シリーズIIとなってからは、オープン２シーターのみの生産となるが、特注として1960年に１台だけドロップヘッドモデルが造られている。

プラス４で使用されたシャーシをベースに造られ、シリーズIより全長で４インチ、全幅で２インチ、ホイールベースで４インチ大きくなった。

このとき採用されたリヤパネルがその後も使用されることになる。

エンジンはFord100E（1172cc）同じくFord製の３速ミッションが搭載され、386台が生産された。

フロントバンパーの中央にクランク用の穴があり、ナンバープレートはバンパーの上部に取り付けられた。

- シャーシ番号：A200 ～ A586

## シリーズIII（1960年 - 1961年）
幌のデザイン、サイドカーテン等変更され、ホイールも15インチとなって外観上現在のモーガンとほぼ同じ完成したものとなる。

エンジンはFord105E（997cc）同じくFord製の４速ミッションが搭載され、58台が生産された。

- シャーシ番号：A590 ～ A648

## シリーズIV（1961年 - 1963年）
エンジンはFord109E（1340cc）同じくFord製の４速ミッションが搭載され、114台が生産された。

- シャーシ番号：B650 ～ B855

## シリーズV（1963年 - 1968年）
エンジンはFord116E（1498cc）同じくFord製の４速ミッションが搭載され、639台が生産された。

- シャーシ番号：B856 ～ B1495

## 1600（1968年 - 1993年）
エンジンの排気量が1600ccとなり、廃止されていた４シーターモデルが復活された。

### Ford Kent Crossflow（1968年 - 1982年）
エンジンは当初Ford2737Eと2737GT（1598cc）、1971年にFord2265GT（1598cc）のケントエンジン〈英語版〉とFord製の４速ミッションが搭載され、3513台が生産された。

2737Eと2737GTの違いはスタンダードモデルとコンペティションモデルの違いとなり、両者の違いはキャブ（ウェーバー）のジェット口径、カム・シャフト、ギヤ・レシオの変更によるものであるが、この時期日本に輸入された4/4は全てコンペティションモデルである。

1969年よりワイヤーホイールのスポークが60本から72本に変更された。

1970年モデルより安全対策からフラッシャーレンズがガラス製からプラスティック製に変更、タンブラースイッチがピアノ式スイッチに変更された

1971年よりコンペティションモデルが廃止され、スタンダードモデルのみとなった。

1974年よりベンチ・シートのオプションが廃止されたが、それまで日本には正式に輸入されてはいなかった。
1977年以降のモデルから、それまでモーガン用として造られていたメーター類が供給されなくなり、ジャガー等と共通になったことから、スピードメーターとタコメーターがステアリングの前に並ぶスタイルになった。

また、幻惑防止対策のためバンパーがクロームメッキから太めのアルミ製に変更され、フェンダー上のマスコットランプも大型化された。

- シャーシ番号：B1600 ～ B5113

### Fiat Twin-Cam（1981年 - 1985年）
1981年11月よりエンジンはFiatのツインカム（1584cc）Fiat製５速ミッションが搭載され、96台が生産された。

同時に発売された下記Ford CVHとオーナーズマニュアルはFORDとFiatのエンジン部分について併記し、共通で作られた。

- シャーシ番号：F6002 ～ F6956

### Ford CVH（1982年 - 1991年）
1982年3月Fiatのエンジンと並行して、Ford CVH（1597cc）Ford製４速ミッションを搭載、後にフォード・シエラの５速ミッションが搭載され、1652台が生産された。

エスコート用のCVHエンジンは背が高く、ボンネットがやや膨らみ、カウル形状が4シーターに近いものとなった。

- シャーシ番号：C6004 ～ C8467

### Ford CVH EFI（1991年 - 1993年）
それまでのキャブからインジェクションに変更されたFord CVH（1597cc）Ford製５速ミッションが搭載され、187台が生産された。

なお、それまで生産されていた4シーターは、このエンジンモデルでは製造されなかった。

- シャーシ番号：C8452 ～ C8781

## 1800（1993年 - 2009年）
エンジンの排気量を1800ccとした。

### Ford Zetec（1993年 - 2006年）
エンジンは Ford ZetecR I4（1796cc）を搭載。

1998年から2001年の間、それまで製造されなかった4シーターを発売するが、これを最後に4シーターは製造されなかった。

#### Runabout（2003年）
2003年、モーガンは4/4をベースにしたランナバウトという名前の新しいエントリーレベルモデルを発売。それは、標準のオプションなし、3つの標準色のみのモデルだった。

ランナバウトは、ボンネットルーバーの数が減ったことで認識できた。

### Ford Duratec（2006年 - 2009年）
エンジンはFord Duratec（1798cc）を搭載。

#### 4/4 70th Anniversary（2006年1月-11月販売）
各2台ずつに1936年からの年が刻まれ、またその時代のスタイルで仕上げられる。つまり総生産台数142台のうち同じものは2台ずつという。その時代のカラー、インテリアの仕上げ、リアウインドウのデザインなどがそれぞれの年代毎にアレンジされるが、折りたたみ式の風防やヴィンテージライクなダッシュボード、羊皮のボンネットストラップ、クロームハブキャップ付ドリルドスチールホイールなどは共通となっている。見た目は昔のものだが現在の安全基準、環境基準にあわせて開発されている。フォード製デュラテックエンジンを搭載。

## 1.6リットル（2009年 - 2019年）
エンジンはFordシグマ（1595cc）となり、再び1600ccとなる。

当初はFord製の５速ミッションが搭載されていたが、2012年よりマツダ・ロードスターの５速ミッションが搭載された。

シグマエンジン<英語版>が最新の排ガス規制に対応できなくなり、2019年4/4は廃止された。

### 4/4 75th Anniversary（2011年販売）
4/4のボディにプラス4のエンジン、２リッター・Ford Duratec / １４５馬力を積む。

クローム・ミラーと１５インチで黒のスポーク・ホィール、ウッド仕上げのダッシュボードとモト・リタのステアリングを装備。

ボディー・カラーは、Black Sport、Sport Red とOld Espanol White で、各々に、フードから伸びてラジエーター・グリルを囲むようにマット・ブラックのストライブが描かれる。

限定生産とのアナウンスは無かったが、少量生産であったことは確か。

### 4/4 80th Anniversary（2016年販売）
外観上の特徴は、真鍮製センター・ロックをもつホイール、4つのボンネット・ストラップ、真鍮のグリル、モヘア織りのルーフ等。

ボディカラーはダーク・レッド、ネイビー、2トーン・グリーンの3色。

エンジンはFordシグマ（1595cc）。

80台のみの限定生産。